# George McLaren
George McLaren är en brittisk barnskådespelare, mest känd för sin medverkan i filmen Livet efter detta från 2010.

## Rollen i "Livet efter detta"
I filmen Livet efter detta, som skildrar tre parallella berättelser om tre personer, som alla påverkats av döden på något sätt, uppträder han i rollen som den engelske pojken "Jason". Efter att ha avlidit i en bilolycka, kämpar hans yngre tvillingbror "Marcus" (Frankie McLaren) för att komma i kontakt med honom. I filmen - som än så länge är den enda som George medverkat i - spelas, efter hans död, rollen "Marcus" av både George själv och brodern.
Tvillingarna är så lika att det varit svårt att skilja dem åt på bild och därför har bilder figurerat under båda brödernas namn.